# Neritos subgaudialis
Neritos subgaudialis là một loài bướm đêm thuộc phân họ Arctiinae, họ Erebidae.